# 神的女主角
《神的女主角》（英語：Be My Goddess）是香港電視娛樂製作的真人騷節目，由盧瀚霆、陳海寧、鄭伊琪主持，於2021年11月1日至19日，逢星期一至五22:30-23:00在ViuTV播出。此節目《ViuTV 2022》綜藝系列之一，由「星夢郵輪」冠名贊助。

## 參加者
| 「女主角」 | 家庭成員（關係）               | 結果         |
| 鍾咏諭       | 陳潔怡（母親）、鍾承祐（弟弟） | 勝出者       |
| 何鎧彤     | 何偉強（父親）、王麗嫻（母親） | 最後三強     |
| 鄭紫棠     | 劉羲彤（女兒）、劉建全（丈夫） | 第四回合淘汰 |
| 譚紹儀     | 譚紹文（二哥）、譚紹偉（大哥） | 最後三強     |
| 梁曉欣     | 梁振鋒（弟弟）、梁美欣（姊姊） | 復活賽淘汰   |
| 陳昕彤     | 陳衍丞（弟弟）、趙慧嫻（母親） | 復活賽淘汰   |

## 每集內容
| 集數 | 播映日期 | 階段              | 主題               | 藝人嘉賓             |
| 1    | 11月1日  | 入圍賽            | 神徒們踴躍參加     | 阮小儀、火火、練美娟 |
| 2    | 11月2日  | 入圍賽            | 宣佈入圍結果       | 阮小儀、火火、練美娟 |
| 3    | 11月3日  | 第一回合 （6進5） | 合家習舞迎考驗     | 梁業、方家諾、張紋嘉 |
| 4    | 11月4日  | 第一回合 （6進5） | 高中低難度考驗開始 | 方家諾、張紋嘉       |
| 5    | 11月5日  | 第一回合 （6進5） | 跳舞結果出爐       | 方家諾、張紋嘉       |
| 6    | 11月8日  | 第二回合 （5進4） | 經典造型大比拼     | －                   |
| 7    | 11月9日  | 第二回合 （5進4） | 出街測試相似度     | －                   |
| 8    | 11月10日 | 第三回合 （4進3） | 面對畏高挑戰       | －                   |
| 9    | 11月11日 | 復活賽 （3選1）   | 突如其來的復活賽   | 簡慕華               |
| 10   | 11月12日 | 復活賽 （3選1）   | 教主喜歡的味道     | 簡慕華、徐浩昌       |
| 11   | 11月15日 | 第四回合 （4進3） | 教主神秘驚喜       | 徐浩昌               |
| 12   | 11月16日 | 第四回合 （4進3） | 泳池生死大戰       | 朱薰                 |
| 13   | 11月17日 | 最後回合          | 公布最後回合考驗   | 黃慧君               |
| 14   | 11月18日 | 最後回合          | 神的女主角誔生     | 黃慧君               |
| 15   | 11月19日 | 最後回合          | 神的女主角MV登場   | 黃慧君               |

## 收視
| 集數   | 播映日期                       | 電視直播收視 | 備註   |
| 1－5   | 2021年11月1日－2021年11月5日   | 4.7點        | [ 12 ] |
| 6－10  | 2021年11月8日－2021年11月12日  | 4.3點        | [ 13 ] |
| 11－15 | 2021年11月15日－2021年11月19日 | 3.9點        | [ 14 ] |

## 網頁
- ViuTV：神的女主角 （页面存档备份，存于）
- 《神的女主角》MV足本發放！Anson Lo《不可愛教主》2.0! （页面存档备份，存于）

## 電視節目的變遷
| 香港 ViuTV 星期一至五 22:30－23:00            | 香港 ViuTV 星期一至五 22:30－23:00                  | 香港 ViuTV 星期一至五 22:30－23:00 |
| --------------------------------------------- | --------------------------------------------------- | ---------------------------------- |
|                                               | 神的女主角 （2021年11月1日－2021年11月19日）        |                                    |
| 台灣乜都拜 （2021年10月11日－2021年10月29日） | Have A Sweet Gym （2021年11月22日－2021年12月10日） |                                    |